# Cargador (ocupación)
En el comercio marítimo se llama cargador de nave al comerciante que embarca mercaderías en un puerto, para que se conduzcan y vendan en otro. En sentido más lato del término, es la persona a quien pertenece el total o parte del cargamento de una nave. 
El convenio que el cargador celebra con el naviero y en su caso con el consignatario o capitán de la nave para el transporte de las mercancías se llama contrato de fletamento, y el documento en que debe consignarse para que sea obligatorio, póliza de fletamento. De aquí se infiere que para los efectos del comercio cargador es lo mismo que fletador aunque esta voz sea más genérica que aquella y su significación más extensa, pues por fletador se entiende, no solo el que en todo o en parte carga una nave, según hemos dicho del cargador, sí que también el que la toma por entero en alquiler para subfletarla de su cuenta o admitir carga de otros a los precios que halle más convenientes como puede hacerlo sin derecho en el fletante para impedírselo. 
Los cargadores son otros de los agentes principales del comercio marítimo, reconocidos como tales en todos los Códigos mercantiles.

## Cargador de mercaderías
Se llama así en el comercio terrestre el mercader que encarga a otra persona denominada porteador la conducción y transporte de mercaderías de un punto a otro. Dicho transporte debe verificarse por tierra o por ríos y canales navegables, pues si se hiciese por mar, se regiría por las reglas especiales del comercio marítimo y entonces el agente de que se trata se llamaría cargador de nave. De los derechos y obligaciones entre el cargador y el porteador, del modo de celebrar y justificar sus convenciones y de los efectos de las mismas, tratan los Códigos de comercio.